# 자잔보
자잔보(중국어 간체자: 贾占波, 정체자: 賈占波, 병음: Jiǎ Zhānbō, 한자음: 가점파, 1974년 3월 15일~)는 중화인민공화국의 사격 선수로 주 종목은 소총이다. 2004년 하계 올림픽 50m 소총 3자세 종목에서 금메달을 획득했다.